# اوبگینی لس پوتیس
اوبگینی لس پوتیس (به فرانسوی: Aubigny-les-Pothées) یک کمون در فرانسه است که در canton of Rumigny واقع شده‌است. اوبگینی لس پوتیس ۱۰٫۴۲ کیلومتر مربع مساحت دارد.